# Liste der Bodendenkmäler in Pressig
Auf dieser Seite sind die Bodendenkmäler in der oberfränkischen Gemeinde Pressig zusammengestellt. Diese Tabelle ist eine Teilliste der Liste der Bodendenkmäler in Bayern. Grundlage ist die Bayerische Denkmalliste, die auf Basis des Bayerischen Denkmalschutzgesetzes vom 1. Oktober 1973 erstmals erstellt wurde und seither durch das Bayerische Landesamt für Denkmalpflege geführt wird. Die folgenden Angaben ersetzen nicht die rechtsverbindliche Auskunft der Denkmalschutzbehörde.

## Bodendenkmäler in Pressig

### Bodendenkmäler in der Gemarkung Buchbach
| Lage                | Objekt                                           | Akten-Nr.     | Bild |
| ------------------- | ------------------------------------------------ | ------------- | ---- |
| Buchbach (Standort) | Wüstung des Mittelalters und der frühen Neuzeit. | D-4-5533-0002 |      |
| Buchbach (Standort) | Wüstung Langenbach des späten Mittelalters.      | D-4-5533-0005 |      |

### Bodendenkmäler in der Gemarkung Marienroth
| Lage                  | Objekt | Akten-Nr.     | Bild |
| --------------------- | --- | ------------- | ---- |
| Marienroth (Standort) | Vorgängerbau sowie Befunde des Mittelalters und der frühen Neuzeit im Bereich der Katholischen Filialkirche St. Georg von Marienroth. | D-4-5634-0012 |      |

### Bodendenkmäler in der Gemarkung Posseck i.Bay.
| Lage                      | Objekt | Akten-Nr.     | Bild |
| ------------------------- | --- | ------------- | ---- |
| Posseck i.Bay. (Standort) | Abgegangene mittelalterliche Kapelle.                                                                                         | D-4-5634-0001 |      |
| Posseck i.Bay. (Standort) | Befunde des Mittelalters und der frühen Neuzeit im Bereich der Katholischen Pfarrkirche St. Johannes Evangelista von Posseck. | D-4-5634-0015 |      |

### Bodendenkmäler in der Gemarkung Rothenkirchen
| Lage                     | Objekt | Akten-Nr.     | Bild |
| ------------------------ | --- | ------------- | ---- |
| Rothenkirchen (Standort) | Mittelalterlicher Burgstall. | D-4-5633-0006 |      |
| Rothenkirchen (Standort) | Vorgängerbauten sowie Befunde des Mittelalters und der frühen Neuzeit im Bereich der Katholischen Pfarrkirche St. Bartholomäus von Rothenkirchen. | D-4-5633-0019 |      |
| Rothenkirchen (Standort) | Befunde des Mittelalters und der frühen Neuzeit im Bereich des ehemaligen Schlosses Rothenkirchen.                                                | D-4-5633-0022 |      |

### Bodendenkmäler in der Gemarkung Welitsch
| Lage                | Objekt | Akten-Nr.     | Bild |
| ------------------- | --- | ------------- | ---- |
| Welitsch (Standort) | Vorgängerbau sowie Befunde des Mittelalters und der Neuzeit im Bereich der befestigten Katholischen Filialkirche St. Anna von Welitsch. | D-4-5633-0005 |      |
| Welitsch (Standort) | Wüstung des hohen Mittelalters. | D-4-5633-0011 |      |
| Welitsch (Standort) | Mittelalterlicher Turmhügel. | D-4-5633-0012 |      |